# Ґодфрі Брінлі
Ґодфрі Брінлі (англ. Godfrey Brinley; 22 листопада 1864 — 6 травня 1939) — колишній американський тенісист.
Найвищим досягненням на турнірах Великого шолома був фінал в одиночному розряді.
Завершив кар'єру 1888 року.

## Фінали турнірів Великого шолома

### Одиночний розряд (1 поразка)
| Результат | Рік  | Турнір        | Покриття | Суперник    | Рахунок            |
| --------- | ---- | ------------- | -------- | ----------- | ------------------ |
| Поразка   | 1885 | Чемпіонат США | Трава    | Річард Сірс | 3–6, 6–4, 0–6, 3–6 |

### Парний розряд (1 поразка)
| Результат | Рік  | Турнір        | Покриття | Партнер       | Суперники                | Рахунок            |
| --------- | ---- | ------------- | -------- | ------------- | ------------------------ | ------------------ |
| Поразка   | 1886 | Чемпіонат США | Трава    | Говард Тейлор | Джеймс Двайт Річард Сірс | 5–7, 8–6, 5–7, 4–6 |